# باشگاه فوتبال ولز سارسفیلد
باشگاه فوتبال ولز سارسفیلد (به اسپانیایی: Club Atlético Vélez Sársfield) یک باشگاه فوتبال در شهر بوئنوس آیرس کشور آرژانتین می‌باشد که در لیگ برتر فوتبال آرژانتین بازی می‌کند.
این باشگاه در تاریخ ۱ ژانویه ۱۹۱۰ تأسیس شده‌است.